# Барятинский, Иван Фёдорович
Князь Иван Фёдорович Барятинский (?; 1689—1738) — русский государственный и военный деятель из рода Барятинских, воевода Уфы (1686–1687/1688), генерал-аншеф (1737), генерал-губернатор Москвы с 1735 года, правитель Малороссии с 1736 года. Сын окольничего Ф. Ю. Барятинского.

## Биография
Родился в 1689 году. Отец — князь Фёдор Юрьевич Барятинский, окольничий; дед — князь Юрий Никитич Барятинский (1610 или 1618 — 1685).
При Петре Великом служил в армии, участвовал во многих сражениях и военных действиях Северной войны. В 1707 году был поручиком в лейб-гвардии Семёновском полку. В 1718 году уже был полковником, позже дослужился до бригадира. Некоторое время командовал полком, носившим по обычаю времени его имя. Участвовал в суде над царевичем Алексеем Петровичем.
Иван Барятинский участвовал в десантах на побережье Швеции в 1719 году и битве при Стэкете. За отличие в сражении при Гренгаме (27 июля 1720 г.) получил выбитую в память этого сражения золотую медаль.
Участвовал также в персидском походе Петра; в октябре 1723 года был отправлен с отдельным отрядом из Баку вверх по реке Куре и успешно завладел так называемой Саллианской провинцией.
В царствование Екатерины I получил чин генерал-майора и состоял присутствующим в московской конторе военной коллегии.
В период междуцарствия перед восшествием на престол Анны Иоанновны (февраль 1730 г.) в его московском доме собиралась одна из шляхетских партий, вместе с которой он подписал прошение с жалобой на Верховный тайный совет, представленное императрице 25 февраля 1730 г. князем А. М. Черкасским (инициативу составления прошения и его текст в литературе обычно приписывают  В. Н. Татищеву). После уничтожения «кондиций» и провозглашения Анны Иоанновны самодержавной императрицей началось быстрое продвижение Барятинского по службе. 4 марта 1730 года,  восстанавливая петровский Сенат, императрица назначила Барятинского сенатором, а 23 апреля того же года пожаловала ему чин генерал-лейтенанта.
21 августа 1735 года был назначен московским генерал-губернатором, а также присутствующим в московской сенатской конторе. Не прошло года, как ему поручено было ответственное дело управления Малороссией, в которой только что (1734 год) было учреждено по смерти гетмана Апостола, «правление гетманского уряда», с русскими людьми во главе.
Будучи назначен командующим в Малороссию 17 июня 1736 года, Барятинский, по каким-то соображениям, через месяц отозван был в Москву, и в том же году, 30 декабря, ему снова велено было немедля отправиться в Глухов, где тогда сосредоточено было управление Малороссией, а вслед за тем 9 февраля 1737 года он награждён был чином генерал-аншефа. Правительство в это время не особенно доверяло спокойствию Малороссии, и поэтому все действия Барятинского находились под близким наблюдением кабинет-министров, которые поручали ему обнадёживать малороссийский народ обещанием милостей и наград, и были очень недовольны, когда Барятинский арестовал черниговского архиерея за вызывающее отношение к русскому капитану Кобылину.
Много хлопот доставляли Барятинскому крымские походы 1737 и 1738 годов, для которых он должен был комплектовать полки, доставлять провиант, перевозить артиллерию и некоторое время командовать войсками, сосредоточенными на границе.

## Семья
И. Ф. Барятинский был дважды женат:
1. жена княжна Софья Михайловна Голицына (1681—1703), дочь боярина М. А. Голицына.
2. жена графиня Наталья Гавриловна Головкина (1689 — 29.7.1726[4]), дочь канцлера Г. И. Головкина. Их дети:
  - Александр (1708—1765), женат (с 1736) на Анне Петровне Головиной, урожд. Салтыковой[5].  25 Декабря 1728 года был, по Высочайшему указу, прямо определен в Кавалергардский корпус прапорщиком.  В 1735 по разсмотренію фельдмаршала фонъ-Лесси «и прочаго генералитета, тако-жъ и штабъ-офицеровъ», вследствие болезни глаз, признан неспособным к полевой службе и отправлен «при аттестате» въ Военную Коллегию, затем по болезни был отправлен в отставку в чине подполковника. В общем владении с братом  были поместья в уездах: Московском, Переславском, Рязанском (с. Панинское), Данковском, Нижнеломовском, Ярославском, Костромском и Боровском.
  - Сергей (?—1746), женат на Мавре Афанасьевне Савёловой; их сыновья — Иван, дипломат, и Фёдор, гофмаршал.
  - Анна (1720—1783), в первом браке за прапорщиком Василием Сергеевичем Чебышёвым (1719—1774), во втором за Павлом Афанасьевичем Юшковым.